# Paratenthras martinsi
Paratenthras martinsi är en skalbaggsart som beskrevs av Monné 1998. Paratenthras martinsi ingår i släktet Paratenthras och familjen långhorningar. Inga underarter finns listade i Catalogue of Life.